# Haïm Pinto
Le rabbin Ḥaïm Pïnto né le 7 juillet 1743 à Agadir et mort le 28 septembre 1845 à Essaouira était le principal rabbin de la ville portuaire d' Essaouira, au Maroc, connue de son vivant sous le nom de Mogador .

## Biographie
Né le 15 Tamouz de l’an 5503 du Calendrier hébraïque dans la ville d’Agadir dans une famille rabbinique distinguée, Haïm Pinto est aussi le père de quatre rabbins, le rabbin Yehouda également connu sous le nom de rabbin Haddan, le rabbin Yossef, le rabbin Yehoshiya et le rabbin Yaacov.
À la suite de la mort de son père et de l'avènement une année plus tard, d'une crise économique, Haïm Pinto et comme beaucoup de juifs d'Agadir, s'installe à Essaouira. Il intègre la Yechiva de Rabbi Ya’acov Bibas, Rav de la communauté de Mogador.
Plus tard il devient le principal rabbin de la ville.
Les disciples et descendants du rabbin Pinto ont un certain nombre de synagogues à travers le monde, y compris la synagogue Pinto Center sur Pico Boulevard à Los Angeles fondée par le rabbin Yaacov Pinto.
Le rabbin Yishayahu Yosef Pinto est l'un de ses descendants contemporains.
Ḥaïm Pinto est mort le 26 Elloul 5605, du calendrier hébreu, et il est enterré au vieux cimetière juif d'Essaouira.
Chaque année, à l'anniversaire de la mort du rabbin Pinto, des juifs du monde entier viennent en pèlerinage célébrer sa Hiloula et prier sur la tombe du tsadik,,.
La synagogue Haim Pinto, ainsi que le bâtiment qui était sa maison, son bureau, est préservée en tant que site historique dans le mellah d'Essaouira.

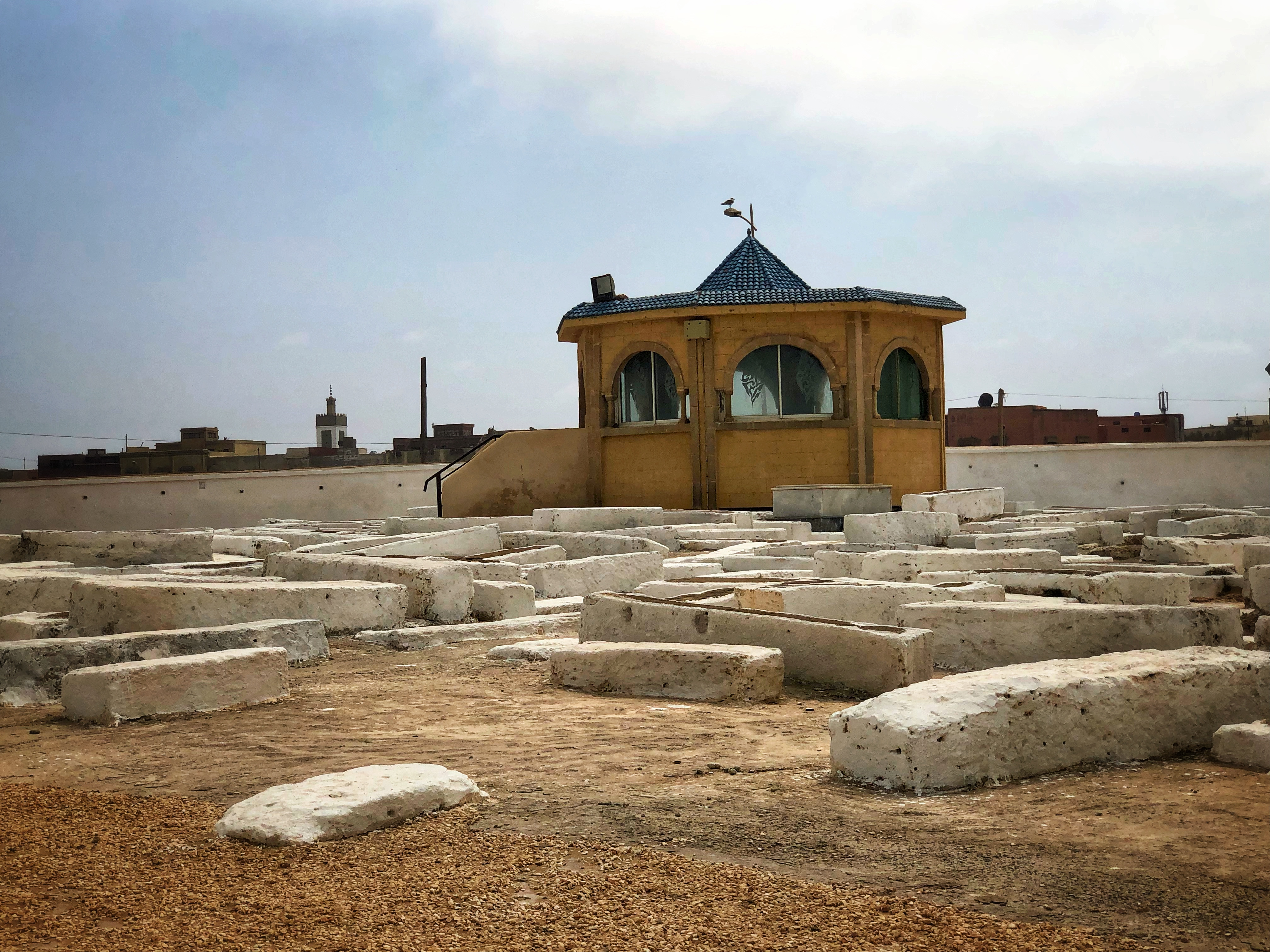
Vieux cimetière avec le mausolée de Rabbi Haïm Pinto.
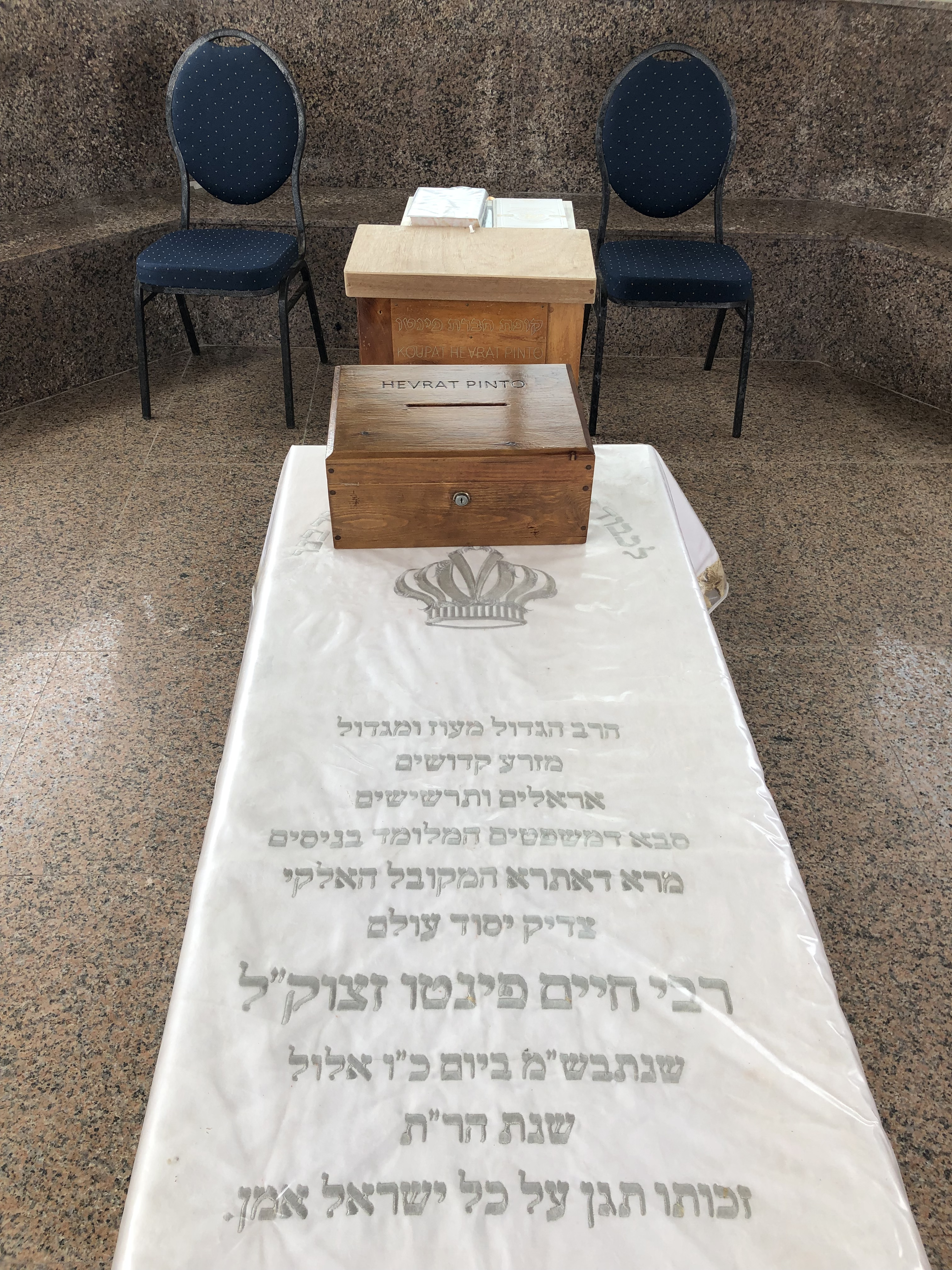
Tombe de Rabbi Haïm Pinto.
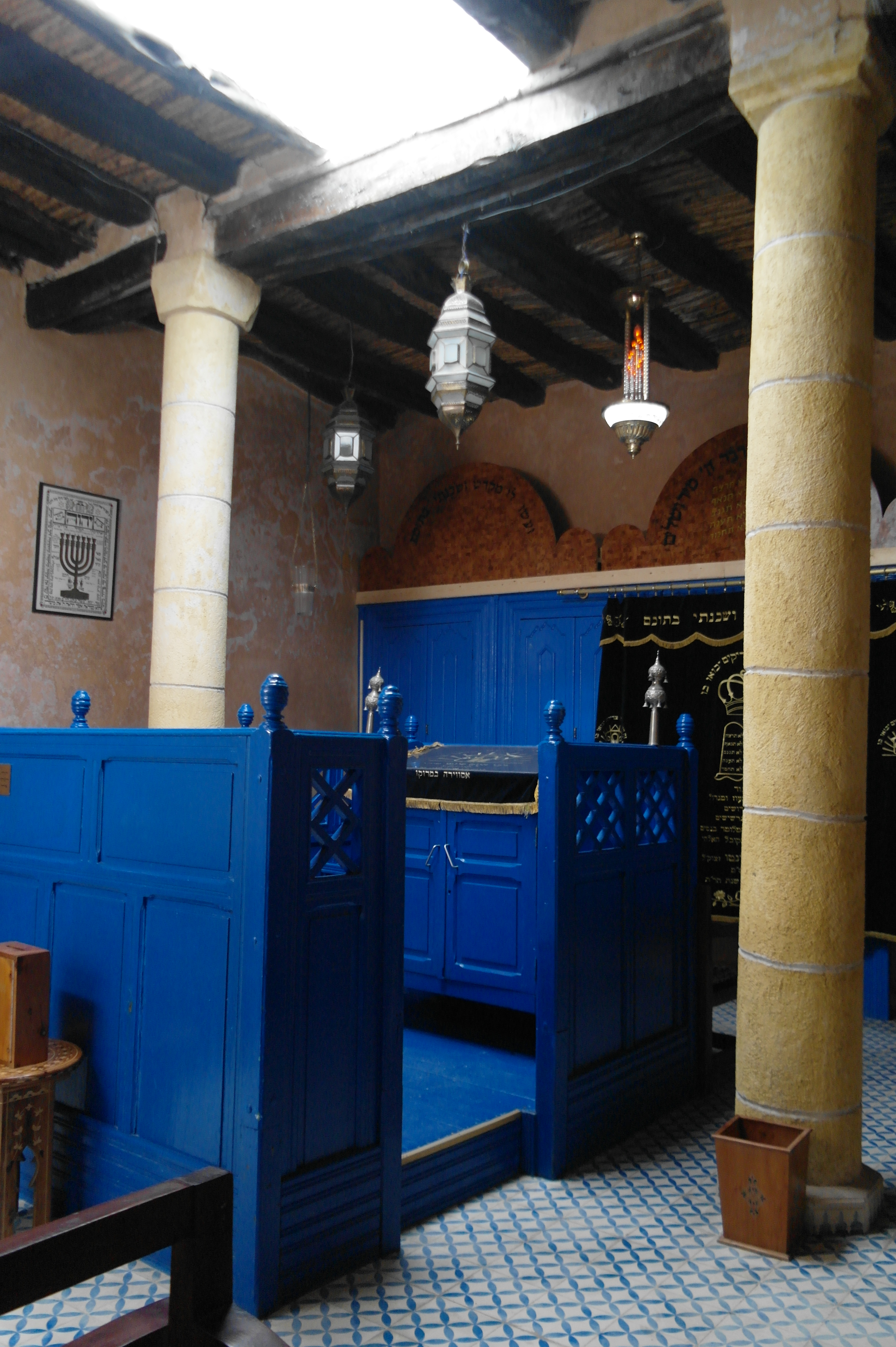
La synagogue Haim Pinto